# Tove Strand
Tove Kristine Strand (tidligere Tove Kristine Strand Gerhardsen) (født 29. september 1946) er en norsk politiker og minister for Arbeiderpartiet og embedskvinde.
Hun er uddannet socialøkonom ved Universitetet i Oslo. Strand var socialminister fra 1986–1989, og arbejds- og administrationsminister fra 1990–1992, begge gange under Gro Harlem Brundtland. Hun har haft flere stillinger som statssekretær for tidligere arbeiderparti-regeringer. Fra 1997–2005 ledede hun Norad. Hun har tidligere haft direktørstillinger ved Rikshospitalet og Norges forskningsråd. Hun blev sommeren 2005 udnævnt til administrerende direktør for Ullevål universitetssykehus, og efterfulgte Helge Kjersem.